# Toalettpapper

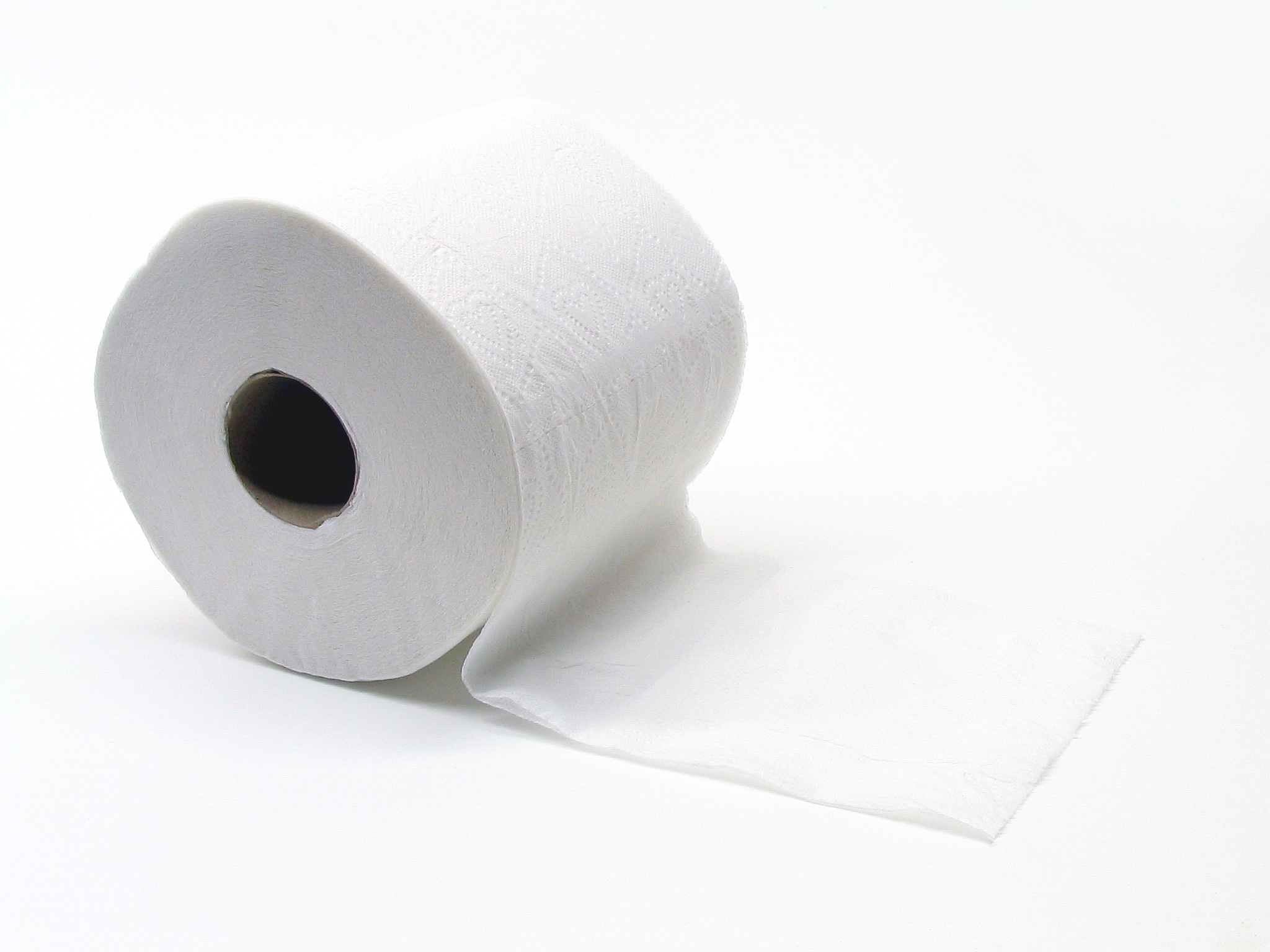
Toalettpappersrulle.

Toalettpapper, vardagligt toapapper, är en typ av mjukpapper, som framför allt används till naturbehov men också för andra hygieniska ändamål.

## Historia
Människans användning av papper till naturbehov går långt tillbaka i tiden, men länge ansågs det vara en lyx att bruka det till sådana ändamål. Därför var det till en början enbart rika kungligheter och adliga som använde det, medan övriga befolkningen i stället fick klara sig med vad som fanns tillgängligt.

### Före toalettpapperets tid
I anslutning till romarnas offentliga toaletter på 200-talet fanns det en ränna med rinnande vatten och tvättsvampar. De nordiska vikingarna gjorde sig rena med trasor, djurben eller ostronskal.
Fram till 1900-talet använde vanligt folk ofta löv, gräs eller nederkanten på kjolen. Det ryktas även om att så kallade rövskrapor användes. Rövskrapan har senare nytillverkats som skämtartikel och hamnat i Nordiska museets samlingar. I Sverige och på andra håll blev det sedan vanligare med urrivna sidor från tidningar eller kataloger, något som tidigare enbart förekom bland relativt välbärgade. I Amerika användes ofta bomull på torrdassen, eftersom tillgången på bomull var god där. På toaletter i Japan användes en tid trästickor, kallade chu-gi, som toalettpapper. Tidigare även sjögräs för rengöringsändamål i Japan.

### Första toalettpapperet
Papper användes till hygieniska ändamål i Kina redan mellan 500-talet och 900-talet. Araber som reste i Kina under 800-talet ska ha dokumenterat detta. År 589 ska ämbetsmannen Yan Zhitui ha skrivit att han aldrig använde papper från de fyra böckerna och fem klassikerna när han uträttade sina behov. Det var dock långt senare som papper för ändamålet började användas i västvärlden. Det utgjordes först av små papperslappar som även kunde dekoreras eller innehålla meddelanden. Amerikanen Joseph Coyette anses vara skaparen till första riktiga toalettpapperet i västvärlden, året var 1857. Omkring år 1880 kom toalettpapperet till Europa. 1889 kom det första patenterade toalettpapperet som var kräppat. Därmed hade papperet en skrovlig och en slät yta. Under 1880-talet hävdade toalettpapperstillverkarna att särskilda oljor i toalettpapperet hjälpte mot hemorrojder.

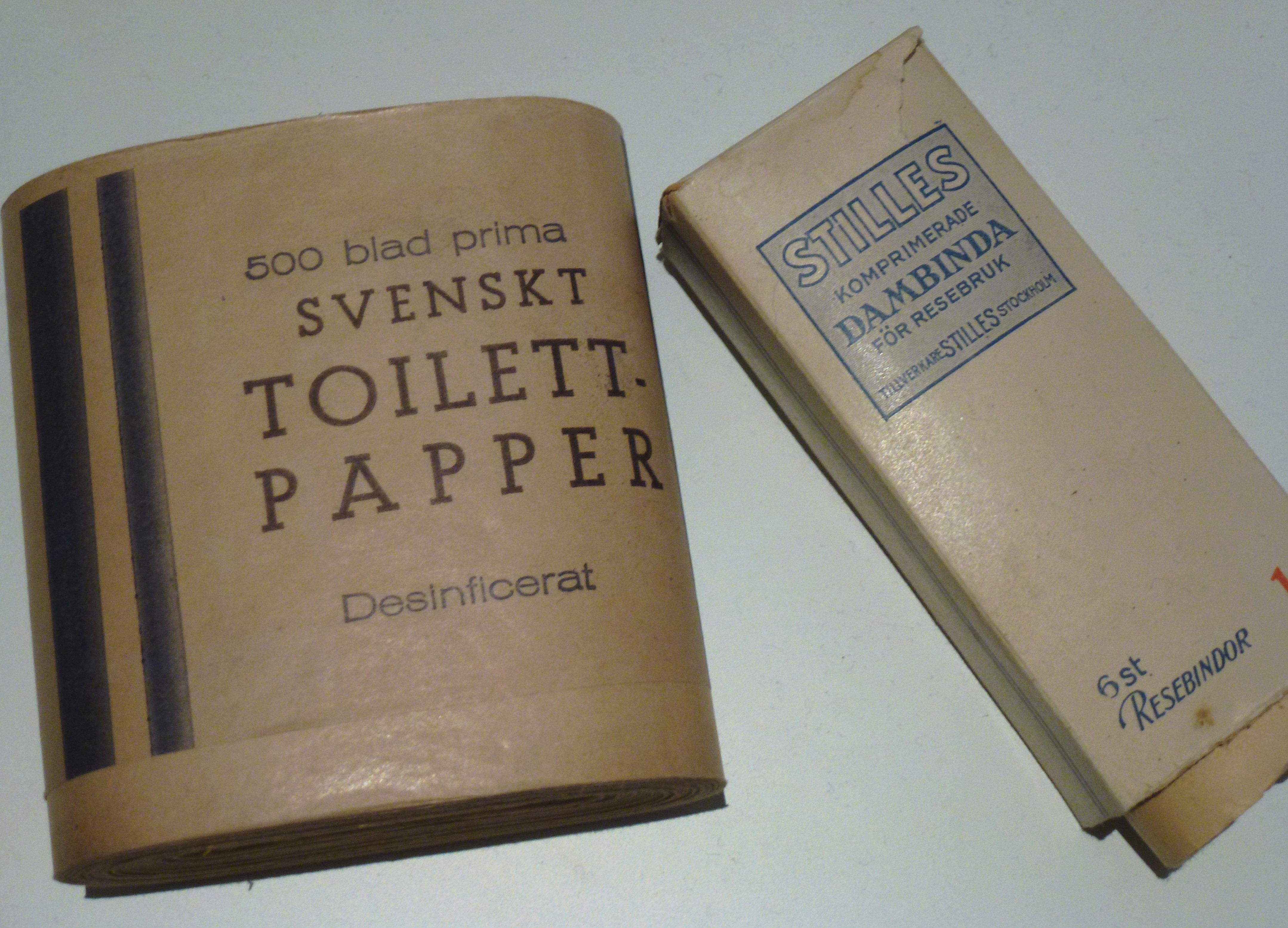
"Prima svenskt toilettpapper" till vänster och resebindor till höger.

År 1882 lanserades det första toalettpappret i Sverige av pappersbruket Munksjö, som sedan fortsatte med toalettpapperstillverkning in på 2000-talet. Det kallades klosettpapper och bestod av blanka ark som såldes i bunt hopsatt med ståltråd. Det var en lyxvara som bara de rikaste hade råd med. Klosettpapper tillverkades även i bokform, men det blev aldrig någon försäljningsframgång. Förbrukade papper slängdes i dasset tills människor fick WC. Dasset var vanligtvis utformat så att man kunde uträtta sina behov tillsammans med andra. 1935 kom det första toalettpapperet som inte innehöll stickor och flisor enligt tillverkaren. I Sverige tog tillverkningen fart när Edet började konkurrera med kräppat toalettpapper i början av 1940-talet, särskilt efter andra världskrigets exportbegränsningar. Toalettpapper kunde i Sverige marknadsföras med texten "Absolut fritt från skadliga ämnen". År 1961 började Edet tillverka toalettpapper med dubbla papperslager. I Sovjetunionen tillverkades toalettpapper första gången 1969 vid pappersbruket i Sjasstroj söder om Ladoga.

## Toalettpapper globalt
I USA är det vanligt med särskilt mjukt toalettpapper. I Europa brukar toalettpappret vara färgat och parfymerat. I Tyskland föredrar konsumenter slitstarkt papper och där förekommer papper med upp till sex lager, medan det i Sverige är vanligt med två eller tre lager. I bland annat Kina, Jordanien och Egypten ökade användningen av toalettpapper kring år 2016. I arabvärlden förekommer att ansiktsservetter används istället, eftersom rörsystemen där inte klarar av toalettpapper. Fram till slutet av 1900-talet var förbrukningen av toalettpapper låg i muslimska länder på grund av att det ansågs orent att torka sig i baken. Däremot använder invånarna ofta dusch eller vattenkanna för syftet.

### Statistik
Förbrukningen av toalettpapper i Sverige är cirka 15 kilo per person och år. Genomsnittliga siffran för Europa är cirka 8 kilo. I USA förbrukar varje person 22 kilo per år. Beräknat på hela världens befolkning är förbrukningen 4 kilo per person och år. Allt enligt statistik från 2010.

## Tillverkning

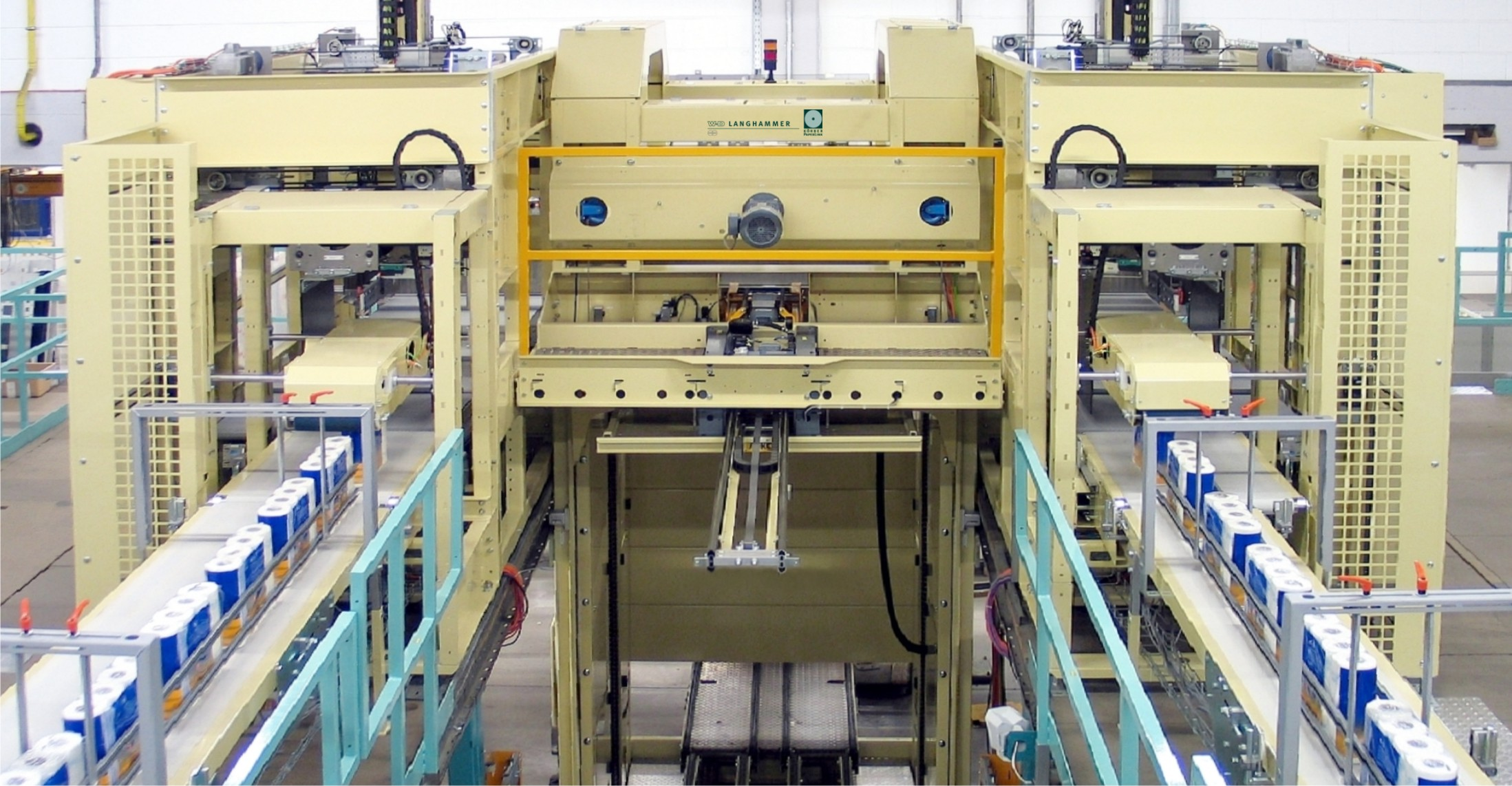
Toalettpapperstillverkning i Tyskland.

Mjukpapper tillverkas inom ett brett segment från produkter baserade på ej avsvärtad och oblekt returfiber till produkter baserade på blekt färskmassa (kemisk massa). Genom avsvärtning och också ofta genom viss blekning (så kallad ligninbevarande blekning) kan de returfiberbaserade mjukpappersprodukterna ges hög renhet, hög ljushet och också hög mjukhet.
Åsikterna om nyfiber eller returpapper är att föredra går isär. Nyfiber innebär att pappret blir en engångsprodukt som inte återvinns. Det förbrukas därför fler träd vid användning av nyfiber, vilket är en nackdel för naturen om skogsbruket inte är hållbart. Nackdelen med returfiber är att pappret måste tvättas noggrant vid återvinningen och att det då går åt många kemikalier och mycket energi. Ur miljösynpunkt kan ytterligare faktorer vägas in i båda fallen, såsom vilken energikälla som används vid tillverkningen. En produkt med godkänd miljömärkning ska garantera att hänsyn till miljö och klimat har tagits, oavsett om det är papper av nyfiber eller returfiber.
Toalettpapper produceras till största delen som små rullar, men även lösa ark förekommer. Detta sker i samband med den så kallade konverteringen där de stora moderrullarna från pappersmaskinerna konverteras till slutprodukter för konsumenter. Rullarna perforeras ofta så att det ska bli lättare att riva av ett lagom stort ark. För vissa typer av toalettpapper lägger man också på något tryck, ofta i någon pastellfärg, med enkla bilder, exempelvis små hjärtan eller delfiner. Alternativt präglas något mönster in i papperet.
Standardbredd på rullar på 1900-talet höll sig i Sverige om ca 12,5 cm. I pappersbesparande syfte har detta senare minskats till 9 cm som EU-standard. Papperet spolas på ett tunt papprör med 3,5 cm innerdiameter.
Toalettpapper som upphandlats för statliga institutioner försågs tidigare på rullens kant med påtrycket "Tillhör Statsverket". Tanken var ett det därmed skulle vara lättare att leda snatteri av rullar i bevis. I Storbritannien motsvarades detta av påtrycket "Her Majesty's", som var en förkortning av "Her Majesty´s Stationary Office;" mer fick inte rum på rullen. HMSO är det statliga verk som i Storbritannien är ansvarigt för inköp och lagerhållning av utöver toalettpapper, all slags kontorsmateriel såsom blanketter, anteckningsblock, pennor etc. "Her Majesty's toilet paper" var ett tacksamt ämne för skämt.
I Sverige var motsvarande centrala hantering av Tillhör statsverket-artiklar delegerad till (Kungliga) Postverket.

## Förvaring
| Toalettpappersrulle i hållare utan avrivningshjälpmedel, med pappret hängande framåt, över rullen, mot användaren |  | Toalettpappersrulle i hållare utan avrivningshjälpmedel, med pappret bakåt invid väggen. |
| Toalettpappersrulle i hållare utan avrivningshjälpmedel, med pappret hängande framåt, över rullen, mot användaren |  | Toalettpappersrulle i hållare utan avrivningshjälpmedel, med pappret bakåt invid väggen. |

Toalettpapper på rulle förvaras vanligtvis i en hållare i närheten av toaletten, en toalettpappershållare. På tillgängliga toaletter finns ofta flera hållare för att papperet alltid ska vara enkelt att nå. Extra rullar kan förvaras i ett närbeläget skåp, i en hållare på golvet eller på en hylla, men det finns även vepor med fack för rullarna.
I en toalettpappershållare kan pappret hänga över rullen, framåt mot användaren eller under, inåt väggen. I undersökningar med amerikanska konsumenter och badrums- och köksspecialister föredrar 60-70 % det förra.[källa behövs]